# David Diehl

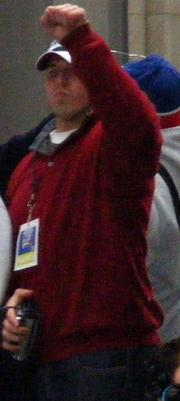
David Diehl

David Diehl (15 de setembro de 1980, Chicago, Illinois) é um jogador profissional de futebol americano estadunidense que foi campeão da temporada de 2007 e de 2011 da National Football League jogando pelo New York Giants.